# محاصره مالت (جنگ جهانی دوم)
محاصره مالت در جنگ جهانی دوم یکی از نزاع‌های جنگ جهانی دوم در جبهه مدیترانه بود. بین سال‌های ۱۹۴۰ تا ۱۹۴۲ درگیری‌های شدیدی برای تصرف این جزیره بسیار مهم میان نیروی دریایی و هوایی متحدین و متفقین درگرفت.
با شروع نبرد شمال آفریقا از ژوئن ۱۹۴۰ جزیره مالت اهمیت به خصوصی پیدا کرد زیرا به کمک این جزیره نیروی هوایی و دریایی بریتانیا می‌توانستند اخلال جدی در مسیر کشتی‌رانی دریای مدیترانه به وجود آورند که ملزومات مورد نیاز نیروهای محور از طریق آن به شمال آفریقا فرستاده می‌گشت. اهمیت بسیار زیاد این جزیره باعث گشت چرچیل آن را ناوهواپیمابر غیرقابل غرق شدن بنامد و اروین رومل که فرمانده نیروهای متحدین در شمال آفریقا بود ضمن اخطاری در ماه مه ۱۹۴۱ اعلام داشت: «بدون در دست داشتن مالت نیروهای محور در نهایت شمال آفریقا را از دست خواهند داد.»
نیروهای محور قصد داشتند با بمباران بنادر و شهرهای جزیره و خطوط کشیرانی متفقین مالت را مجبور به تسلیم کنند. مالت در این دوران یکی از کوبنده‌ترین بمباران‌های جنگ جهانی دوم را تجربه نمود. نیروی هوایی آلمان نازی و نیروی هوایی سلطنتی ایتالیا ۳۰۰۰ عملیات بمباران علیه جزیره انجام دادند که تنها در ناحیه بندر بزرگ مالت بیش از ۶۷۰۰ تن بمب ریخته شد. در طول این دو سال وظیفه دفاع از آسمان جزیره را نیروی هوایی سلطنتی بریتانیا به عهده داشت که در صورت از بین رفتنش نیروهای محور آماده بودند تا طی یک عملیات آبی خاکی به نام عملیات هرکول که با پشتیبانی نیروهای هوابرد انجام می‌گشت مالت را تصرف کنند. علی‌رغم همه مشکل‌های کاروان‌های دریایی متفقین توانستند ملزومات مورد نیاز را به جزیره رسانده و نگذارند نیروی هوایی حاضر در جزیره از میان برود.
در نوامبر ۱۹۴۲ نیروهای محور در مصر در نبرد دوم العلمین شکست خوردند و از سوی دیگر متفقین طی عملیات مشعل در مراکش و الجزایر که تحت تصرف نیروهای فرانسه ویشی بود پیاده شدند. این مسئله باعث گشت نیروهای محور مجبور شوند توان خود را معطوف به نبرد تونس کنند و در نتیجه فشار از روی مالت برداشته شد. محاصره جزیره نیز نهایتاً در نوامبر ۱۹۴۲ پایان یافت.
پس از پایان محاصره عملیات از مالت حالت تهاجمی به خود گرفت و تا مه ۱۹۴۳ هواپیماهایی که از جزیره برمی‌خواستند طی ۱۶۴ روز ۲۳۰ کشتی را غرق کردند که بالاترین نرخ غرق کردن کشتی‌های دشمن در بین نیروهای متفقین است. حفظ مالت نقش بسیار اساسی و مهمی را در پیروزی متفقین در شمال آفریقا و دریای مدیترانه ایفا کرد.